# Centruroides exilicauda
El escorpión o alacrán de corteza de Baja California (Centruroides exilicauda) es un arácnido de la familia Buthidae, orden Scorpiones. Fue descrita por Wood en 1863. El nombre del género Centruroides viene de las palabras griegas centr- que significa “puntiagudo” y uro que significa “cola”. El género originalmente se llamaba Centrurus pero tuvo que cambiarse a Centruroides debido a que Centrurus ya había sido usado para otro animal. La terminación -oides significa “semejanza” o “proveniente de”. El nombre específico exilicauda proviene de las palabras en latín exili- que significa “esbelto” y cauda que significa “cola”. También se le conoce como alacrán del desierto de Sonora.

## Descripción
Posee una coloración amarilla o dorada, con los dos últimos segmentos de su cola de colores rojo o marrón rojizo. La pigmentación del cefalotórax varía del color beis a marrón grisáceo. Este último es medianamente caniculado y superficialmente emarginado. Los ojos laterales están dispuestos en una recta o serie casi recta. Los palpos tiene una superficie rugosa son delgados y alargados, la segunda articulación del pedipalpo tiene cuatro carenas uniformemente crenuladas, además de pequeños tubérculos sobre la cara anterior, el tercer segmento tiene cinco carenas con tubérculos más grandes en la superficie frontal. La cara anterior de la quela es muy convexa. El borde posterior está ornamentado por un vestigio de carena crenulada. Los márgenes opuestos de los dedos tienen hileras longitudinales oblicuas de pequeños dientes que se superponen entre sí. La superficie caudal es rugosa; El primer segmento está muy finamente dentado en la parte superior, superior-media, inferior-lateral y en las carenas inferiores. Las siguientes tres segmentos tienen las mismas carenas, exceptuando el mediolateral. Generalmente no hay carenas distintas en el penúltimo segmento. El último segmento es corto y muy estrecho, pero bastante grueso. Su cara superior no está nivelada; la inferior es muy convexa. La superficie inferior de la cola esta generalmente marcado con una franja longitudinal en el medio. La placa esternal es triangular, con su ápice truncado. Las hembras tienen de 18-21 dientes pectinales y los machos de 19-312.

## Distribución
Esta especie se distribuye en EE. UU. En los estados de Nuevo México y Arizona. En México se distribuye en el Estado de Baja California y Baja California Sur.

## Hábitat
Habita en regiones áridas y se les nombra escorpión de “corteza” debido a que su hábitat preferido es bajo la corteza suelta de los árboles, en las grietas de árboles muertos y troncos. Son de hábitos nocturnos y durante el día se buscan microhábitats húmedos, fríos bajo madera, piedras, escombros, hojarasca y en algunas ocasiones pueden meterse dentro de las casa buscando refugio.

## Estado de conservación
Hasta el momento en México no se encuentra en ninguna categoría de protección, ni en la Lista Roja de la IUCN (International Union for Conservation of Nature) ni en CITES (Convención sobre el Comercio Internacional de Especies Amenazadas de Fauna y Flora Silvestres).